# Municipio de Greenbush (condado de Clinton)
El municipio de Greenbush (en inglés: Greenbush Township) es un municipio ubicado en el condado de Clinton en el estado estadounidense de Míchigan. En el año 2010 tenía una población de 2199 habitantes y una densidad poblacional de 23,95 personas por km².

## Geografía
El municipio de Greenbush se encuentra ubicado en las coordenadas 43°4′2″N 84°32′2″O / 43.06722, -84.53389. Según la Oficina del Censo de los Estados Unidos, el municipio tiene una superficie total de 91.81 km², de la cual 91.1 km² corresponden a tierra firme y (0.77%) 0.71 km² es agua.

## Demografía
Según el censo de 2010, había 2199 personas residiendo en el municipio de Greenbush. La densidad de población era de 23,95 hab./km². De los 2199 habitantes, el municipio de Greenbush estaba compuesto por el 97.23% blancos, el 0.32% eran afroamericanos, el 0.23% eran amerindios, el 0.18% eran asiáticos, el 0.05% eran isleños del Pacífico, el 0.55% eran de otras razas y el 1.46% pertenecían a dos o más razas. Del total de la población el 2.32% eran hispanos o latinos de cualquier raza.